# Madeleine de Rauch
Pour les articles homonymes, voir Rauch.
Madeleine de Rauch, née Madeleine-Marie-Antoinette Bourgeois le 25 août 1896 à Ville-d'Avray (Seine-et-Oise, actuel département des Hauts-de-Seine), et morte le 25 novembre 1985 dans le 8e arrondissement de Paris, est une créatrice de la haute couture française. En 1932, elle fonde à Paris l’entreprise qui porte son nom. Renommée pour la fluidité de ses vêtements et l'élégance de ses tenues de sport, elle atteint son apogée à l'âge d'or de la couture parisienne, après la Seconde Guerre mondiale.

## Biographie
Elle est la fille de Joseph-Antoine-Valentin Bourgeois aîné, négociant fabricant de couleurs pour aquarelle, et de Marie-Jeanne Maury, dont le père Adolphe-Marie-Honoré Maury (1843-1902) était syndic du conseil municipal de Paris et chevalier de la Légion d'honneur. Madeleine Bourgeois appartient à cette génération de jeunes femmes des années 1920 qui découvrent et investissent le sport. Elle pratique l'équitation, le patinage, le tennis, la natation et « tout ce qui, de manière généralement admise, marie l'élégance à l'oxygène » C'est une excellente golfeuse. Ses quatre sœurs partagent ses goûts, deux d'entre elles (dont Yvonne) sont des joueuses de tennis accomplies, partenaires de René Lacoste et Henri Cochet sur les courts de Roland-Garros.
La fréquentation de sportifs et d'amateurs fortunés — dont les photographies de Jacques-Henri Lartigue conservent le souvenir — l'amène à rencontrer et épouser le 16 décembre 1916 Alfred de Rauch, capitaine de l'équipe de France de hockey sur glace de 1920 à 1928 et chef de la sélection française aux Jeux olympiques d'hiver de 1924 et de 1928,.
Ne trouvant pas dans le commerce les vêtements de sport qu'elle souhaite, Madeleine de Rauch prend l'habitude de les réaliser pour elle-même. Elle est très vite sollicitée par des amies qui lui demandent des modèles similaires. À l'exemple de Jean Patou et Chanel qui lancent eux-mêmes leurs lignes sport, elle ouvre à cet effet, en 1928, une première maison de couture dénommée « Maison de l'Amitié ».
En 1932, Madeleine de Rauch fonde avec ses sœurs la maison qui portera désormais son nom. Elle acquiert rapidement une renommée et une clientèle internationale pour ses corsaires de toile, ses pyjamas de plage dont le corsage forme un triangle noué au dos, ses pantalons de flanelle rayée, ses barboteuses. Les historiens de la mode la reconnaissent aujourd'hui comme une véritable créatrice de cette mode sportive.
Parallèlement, Madeleine de Rauch développe une orientation couture plus classique. Elle crée des modèles de ville pour le jour, parmi lesquels se distinguent de longs pardessus tubulaires « semblables à des pelisses d'homme », et des tenues du soir « en somptueuses soieries ». Ses créations sont remarquées pour leur fluidité et leur distinction.
Madeleine de Rauch installe ses salons dans l'hôtel de Ganay au 37 rue Jean-Goujon, 8e arrondissement de Paris. Elle compte parmi ses clientes des femmes réputées pour leur goût, notamment Alice Revel (Paris 1894-Londres 1977), icône de la mode des années 1930, par ailleurs habituée des maisons Molyneux et Madeleine Vionnet. Le numéro de téléphone des salons de présentation, « Élysée 26-26 », est régulièrement indiqué dans les sélections des guides de Paris,,,.
À la veille de la Seconde Guerre mondiale, la couturière présente comme ses confrères quatre collections par an : deux de saison et deux de demi-saison. Elle ne ferme pas durant l'Occupation allemande mais continue à un rythme moins soutenu, influencée par l'ambiance, les évènements et les directives du régime de Vichy. Ainsi, en juillet 1941, les consignes données aux couturiers l'amènent à présenter avec Lucien Lelong et Jacques Fath, une ligne intitulée « mode martiale » : épaules carrées, larges ceintures, jupes courtes. Au printemps 1942, sa collection est conçue autour du métro, moyen de transport obligé de l'époque, y compris pour ses clientes : les modèles portent le nom des stations Mabillon, Solférino, Austerlitz ou encore Madeleine. Elle participe également à un défilé de mode en extérieur intitulé « Élégance à bicyclette » .

## L'âge d'or
La décennie qui suit la Libération est considérée comme l'« âge d'or de la haute couture ». L'inspiration et le savoir-faire des maisons parisiennes sont alors incontestés, la clientèle internationale afflue et Madeleine de Rauch participe de ce mouvement.
Sa réputation en matière de sportswear pour femmes élégantes est intacte (elle le restera jusqu'à la fermeture de la maison). Dans son guide à l'intention des lectrices américaines, Eugene Fodor précise : « Madeleine de Rauch is tres sportive ». Les innovations des années 1930 sont toutefois devenues extrêmement classiques : tenues de ski et d'après-ski, modèles de plage ou pour régates, ensembles pour le golf, tailleurs-pantalon pour le week-end. Elles s'appuient sur un choix de tissus de grande qualité aux couleurs souvent fondues, tweeds, poil de chameau, velours, flanelles. Les critiques parlent d'une « ambiance de lande écossaise ».
Cet état d'esprit imprègne également les collections de ville, lui attirant une importante clientèle britannique et anglo-américaine. La silhouette Madeleine de Rauch est menue, reprenant les canons de l'époque : le buste est étroit, parfois agrémenté d'un grand col souple, et se prolonge de basques ou d'un bas plus ample. Pour souligner cette ampleur, la coupe en biais est souvent privilégiée. La taille peut être soulignée par une large ceinture. Pour réaliser les bijoux et accessoires, notamment les boutons, la couturière fait appel à Roger Jean-Pierre qui travaille également pour Dior. Les qualificatifs qui reviennent le plus souvent dans la presse sont « élégant » et « distingué »,.
Cette réputation en fait la couturière d'une bourgeoisie aisée et conservatrice. Ses modèles sans surprise se distinguent moins par leur inventivité que par leur qualité de tissu, de coupe et de réalisation. L'image de Madeleine de Rauch devient celle d'une « grande dame, toujours imperturbable, calme et souriante ».
En 1952, elle engage le jeune modéliste Marc Bohan qui sort de chez Molyneux et reste chez elle un an, avant de tenter d'ouvrir sa propre maison de couture avenue George-V. Elle sera d'ailleurs toujours attentive aux talents émergents : en 1961, elle aide le jeune Yves Saint Laurent — qui cherche en urgence un atelier provisoire afin de préparer sa première collection — et lui trouve, 8 rue de Hanovre, les ateliers inoccupés de Manguin, maison de couture récemment fermée,.
Au milieu des années 1950, comprenant comme ses confrères la nécessité d'élargir sa production haute couture, Madeleine de Rauch ouvre une ligne de prêt-à-porter et développe trois labels, dont Madeleine de Rauch-Boutique. La société qui en assure la fabrication est celle de la famille de Didier Grumbach, Mendès, qui produit également le prêt-à-porter de Patou, Carven, Grès, Chanel et plus tard, Saint Laurent.
Ce développement amène Madeleine de Rauch à constituer en 1957, avec plusieurs autres créateurs, un groupement de défense et de coordination au sein de la Chambre syndicale de la couture : Prêt-à-porter Création. Ce groupement réunit Carven, Grès, Madeleine de Rauch, Nina Ricci, Maggy Rouff, Lanvin, Jean Dessès, Jacques Griffe et Jacques Heim. Guy Laroche les rejoint un peu plus tard.
Madeleine de Rauch poursuit son activité jusqu'en 1974, date à laquelle elle ferme définitivement sa maison. Trente ans plus tard, ses créations figurent en bonne place dans les boutiques de haute couture vintage.

## Les parfums
Comme d'autres couturiers, Madeleine de Rauch a abordé l'univers du parfum. Le premier jus qu'elle lance sous son nom, Pitch, date de 1947. Son nom inspiré d'un terme de golf, ainsi que son coffret « green de golf », rappellent l'intérêt de la couturière pour ce sport,. Les créations ultérieures s'appuieront sur la notoriété de Madeleine de Rauch dont elles porteront explicitement le nom :
- Monsieur de Rauch, créé en 1950[40], aujourd'hui disparu (cité par Françoise Sagan dans un ouvrage en 1973[43])
- Miss de Rauch, un fleuri boisé créé en 1960[40], reformulé en 1968, disparu
- Belle de Rauch, créé en 1966[40], disparu
- Vacarme de Rauch, créé en 1966, disparu
- Royal de Rauch, un fleuri aldéhydé créé en 1973[40], disparu
- Eau fraîche de Rauch, un hespéridé fleuri chypré créé en 1974[40], disparu.

Le distributeur est Pearmoss Ltd, 53 Great Marlborough Street à Londres, qui distribue également, à cette époque, les parfums et cosmétiques Piguet, D'Orsay, Coryse Salomé ainsi que les rouges à lèvres et vernis à ongles Brigitte Bardot
.
Après la fermeture de la maison de couture, la société anonyme Parfums Madeleine de Rauch est vendue et passe en diverses mains. Non renouvelés, les droits s'éteignent progressivement. Aux États-Unis, les derniers droits pour Miss de Rauch ont définitivement expiré le 29 mai 2010. L'eau de toilette Man de Rauch actuellement vendue en ligne comme une « création de la styliste Madeleine de Rauch » n'a aucun lien avec la couturière : son apparition date de 1998.